# Шифрин, Борис Фридманович
Бори́с Фри́дманович Шифри́н (род. 20 сентября 1950) — советский и российский математик, культуролог, литературовед, поэт.

## Биография
Борис Шифрин родился 20 сентября 1950 года. Окончил Ленинградский государственный университет имени А. А. Жданова. Окончил аспирантуру Тартуского университета.
Кандидат физико-математических наук, доцент кафедры физики факультета инноватики и базовой магистерской подготовки Санкт-Петербургского университета аэрокосмического приборостроения (ГУАП). Старший научный сотрудник Санкт-Петербургского отделения Российского института культурологии.
С начала 1990-х годов выступает как поэт.

## Научная деятельность
В сферу научных интересов входят философия культуры, литературоведение и герменевтика. В области теоретической культурологии занимается культурной семантикой и философско-культурной антропологией, методологией исследования культурных процессов, теоретическим исследованием форм существования культуры, типологией культуры. Опубликовал работы по теории культуры, анализу повседневного сознания и языка и вопросам взаимовлияния концепций науки и художественных течений. Автор литературоведческих работ по поэтике и истории авангарда и по современной поэзии. Ряд исследований Шифрина посвящён эвристике научных и художественных практик в связи с феноменом авангарда (проблема визуализации, Велимир Хлебников, Даниил Хармс, феноменология «странного»). Шифриным была предложена синестезиса как перцептивно-символического измерения коммуникации. Также занимался анализом индивидуальных стилей в современной поэзии.

## Награды и премии
- Международная отметина имени отца русского футуризма Давида Бурлюка[6]